# Comuna Chircăieștii Noi, Căușeni
Comuna Chircăieștii Noi este o comună din raionul Căușeni, Republica Moldova. Este formată din satele Chircăieștii Noi (sat-reședință) și Baurci.

## Demografie
Conform datelor recensământului din 2014, comuna are o populație de 1.556 de locuitori. La recensământul din 2004 erau 1.640 de locuitori.

## Administrație și politică
Componența Consiliului local Chircăieștii Noi (9 consilieri), ales la 5 noiembrie 2023, este următoarea:
|  | Partid                                | Consilieri | Componență | Componență | Componență |
|  | ------------------------------------- | ---------- | ---------- | ---------- | ---------- |
|  | Partidul Social Democrat European     | 3          |            |            |            |
|  | Partidul Liberal Democrat din Moldova | 3          |            |            |            |
|  | Candidat independent IURIE CEARCA     | 1          |            |            |            |
|  | Partidul Acțiune și Solidaritate      | 1          |            |            |            |
|  | Candidat independent PAVEL TCACI      | 1          |            |            |            |